# Сігрун Бра Сверрісдоттір
Сігрун Бра Сверрісдоттір (23 березня 1990) — ісландська плавчиня.
Учасниця Олімпійських Ігор 2008 року.